# Malovarský topol
Malovarský topol (také známý jako Velvarský topol nebo Topol u Malovarského rybníka) býval významný strom unikátní mohutností svého kmene, který uváděl již Jan Evangelista Chadt-Ševětínský. Stál u Malovarského rybníka v Malovarech, místní části Velvar v okrese Kladno (rybník později zanikl, obnoven byl roku 2005), konkrétně vlevo od cesty do centra.

## Základní údaje
- název: Velvarský topol, topol u Malovarského rybníka
- výška: 25 m
- obvod: 942 cm (1887, ve 100 cm)[1], 1038 cm (1902, v 50 cm)[3]
- sanace: jen opakované hašení
- souřadnice: 50°16'47.41"N, 14°13'30.26"E

## Další zajímavosti
V roce 1905, kdy zanikl Lochovický topol, se dočasně stal nejmohutnějším stromem středních Čech a zároveň byl znázorněn na pohlednici Pozdrav z Velvar jako Staletý topol.
Častopis Háj (1887, XVI. 39) uvádí, že se po požáru do kmene stromu vtěsnalo celkem 29 hasičů. Roku 1908 ho neznámý vandal poškodil zapálením, následně došlo z důvodu ochrany k oplocení. Podle výpovědi paní Barbory Šímové z nedalekého Vítova roku 1912 byl opakovaně zasažen bleskem a zapálen, takže se některé roky vůbec nezazelenal. K roku 1913 šlo o největší topol v Čechách a střední Evropě vůbec. Strom již neexistuje, datum zániku není známé. Z neopatrnosti byl vypálený a větrem skácený (před rokem 1926).

## Památné a významné stromy vokolí
- Dub u Zeměch (5,9 km jjv.)
- Chržínská lípa (3,9 km sv.)
- Jasan ve Tmáni (6,5 km z.)
- Jírovec v Loucké (5,3 km ssv.)
- Kleny u Černuce (5,3 km s.)
- Lípa u Horova mlýna (0,78 km jjz., Malovary)
- Lípa u Vítova (6,7 km jz.)
- Lípy u sv. Trojice (2,3 km v., Radovič)
- U pěti bratří (6,2 km v., Lobeček)
- Vrba v Uhách (3,6 km v.)
- † Žižická lípa (6,3 km jz.)